# ديتر رينر
ديتر رينر (بالألمانية: Dieter Renner)‏ هو لاعب كرة قدم ومدرب كرة قدم ألماني في مركز الوسط، ولد في 18 ديسمبر 1949 في غينغن آن در برنتس في ألمانيا، وتوفي في 28 مايو 1998 في أوستفيلدرن في ألمانيا. لعب مع شتوتغارت كيكرز.

## وصلات خارجية
- ديتر رينر على موقع قاعدة بيانات كرة القدم.إي يو (الإنجليزية)
- ديتر رينر على موقع بيانات كرة القدم. دي إي (الألمانية)
- ديتر رينر على موقع عالم كرة القدم.نت (الإنجليزية)